# Harpactea spasskyi
Harpactea spasskyi är en spindelart som beskrevs av Peter Mikhailovitch Dunin 1992. Harpactea spasskyi ingår i släktet Harpactea och familjen ringögonspindlar. Inga underarter finns listade i Catalogue of Life.